# Śródmieście (Gdyně)
Śródmieście, kašubsky Westrzódgardzé, německy Stadtmitte a česky Centrum, je centrální přímořská čtvrť města Gdyně, která se nachází na Kašubském pobřeží v Pomořském vojvodství v severním Polsku. Na severu sousedí s gdyňskými čtvrtěmi Oksywie, Obłuże a Pogórze a na jihu se čtvrtěmi Działki Leśne a Kamienna Góra. Na západě sousedí s gdyňskými čtvrtěmi Chylonia, Leszczynki a Grabówek a na východě s Gdaňským zálivem Baltského moře.

## Další informace
Śródmieście bylo modernisticky přestavěno hlavně ve 20. a 30. letech dvacátého století a se štěstím přežilo druhou světovou válku prakticky nepoškozené. V roce 2007 byla modernistická část Śródmieście zapsaná do rejstříku památek a v roce 2015 bylo celé Śródmieście zapsáno na seznam historických památek Polska. Jsou zde významný námořní přístav Gdyně, železniční uzel Gdynia Glówna, reprezentativní ulice, muzea, galerie, obchody, písečné pláže atp.

## Galerie

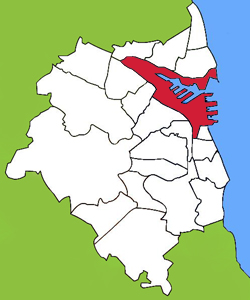
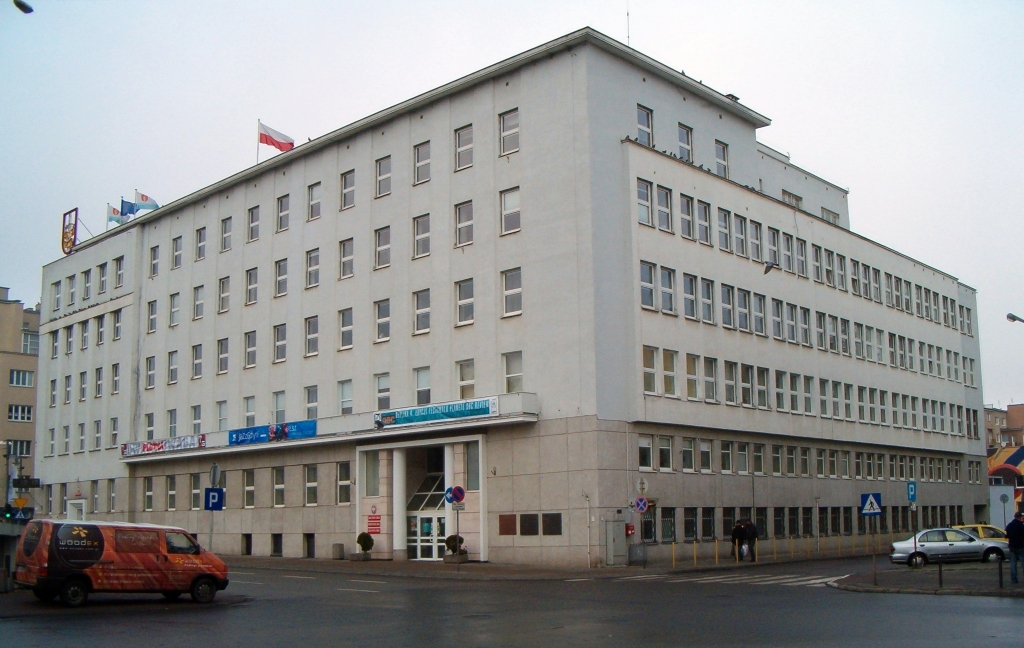
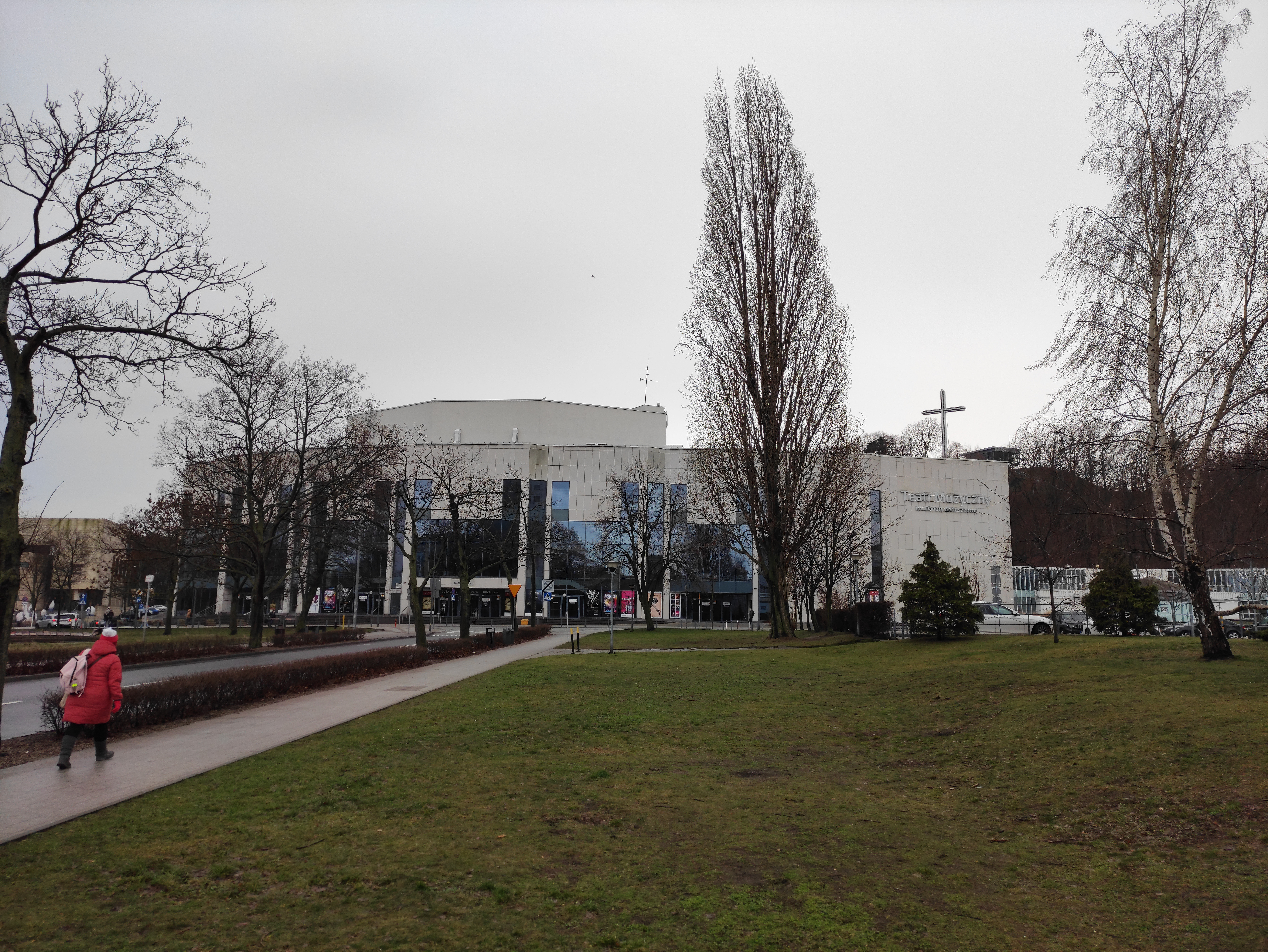
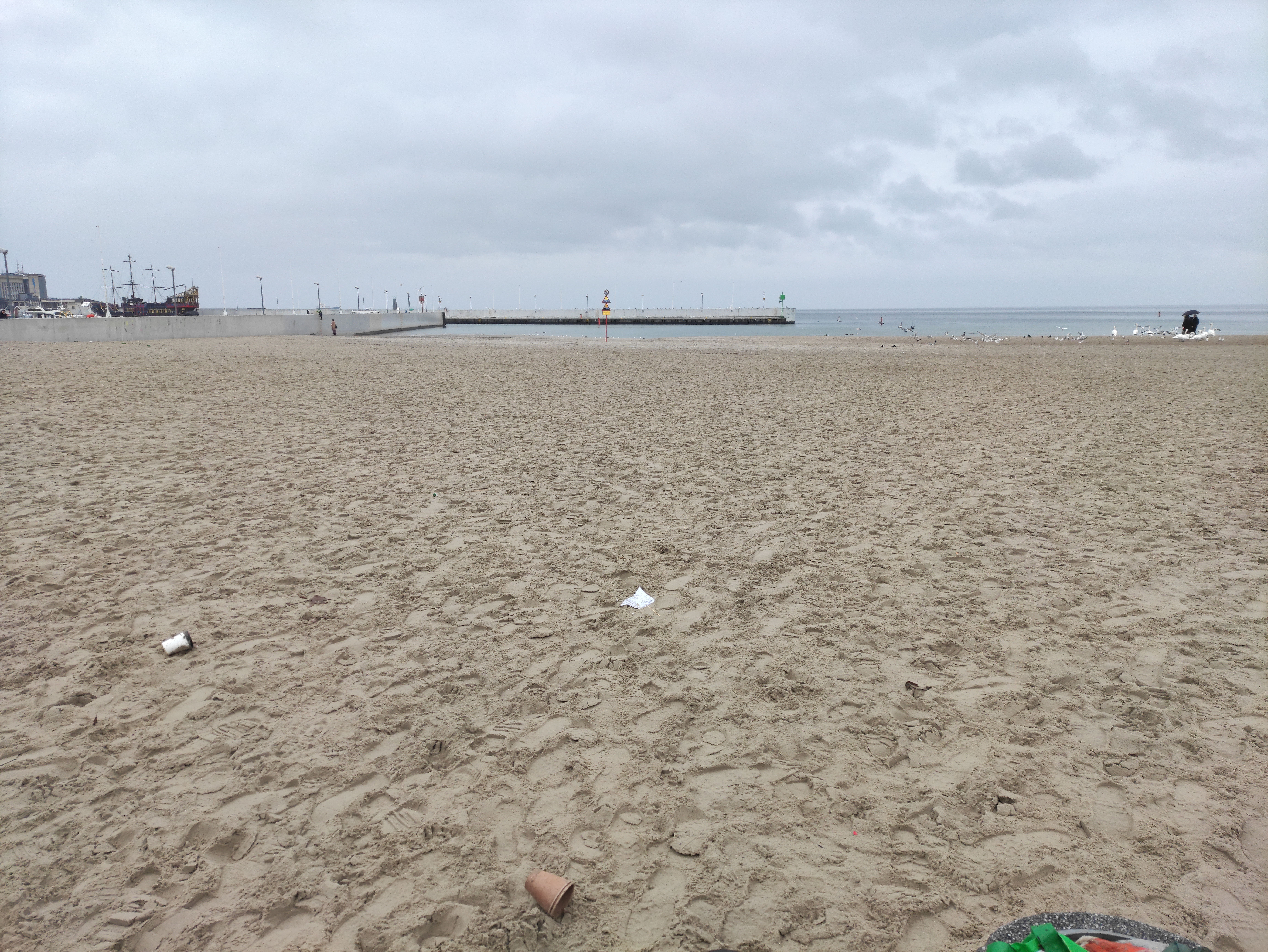
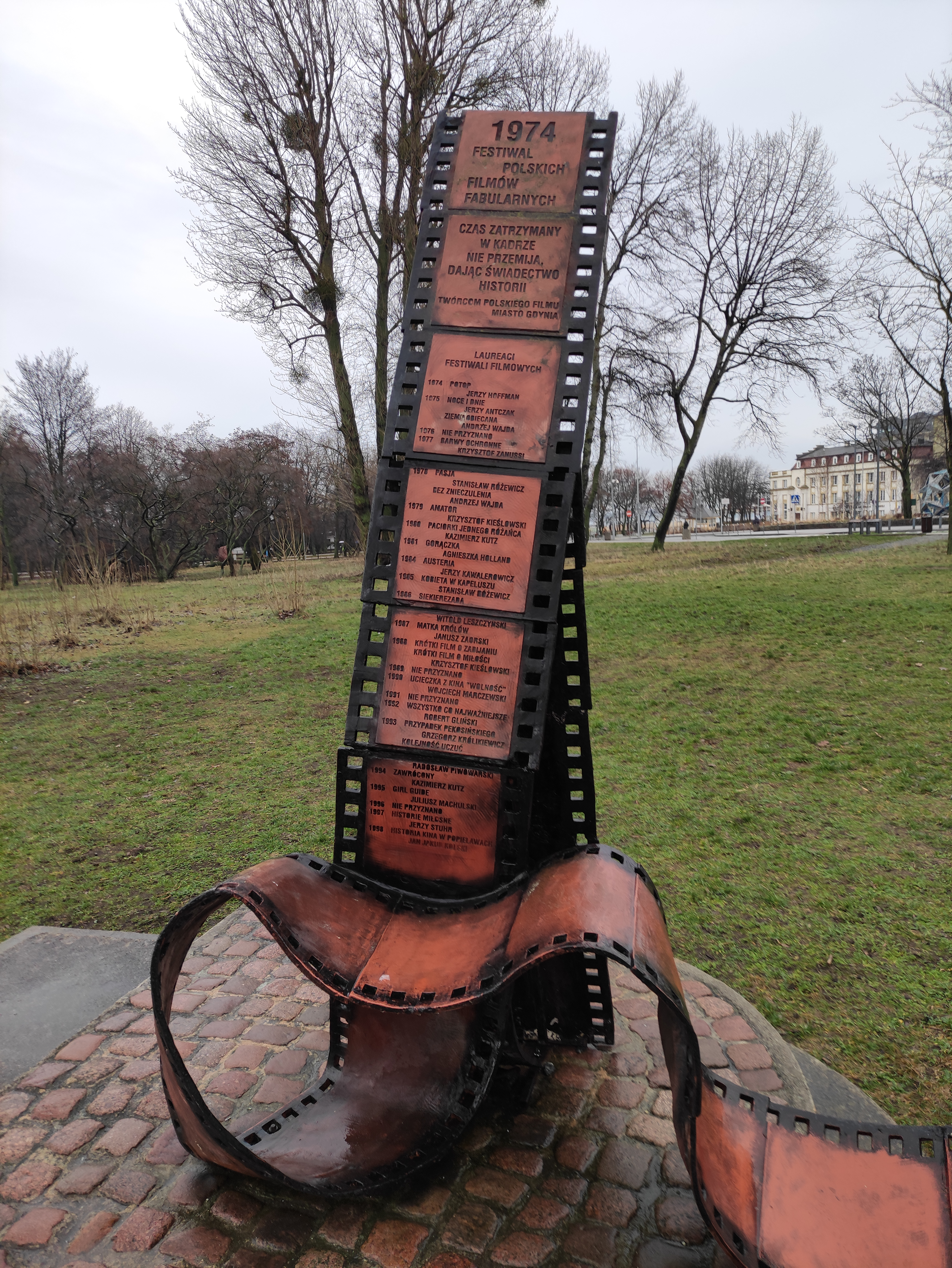
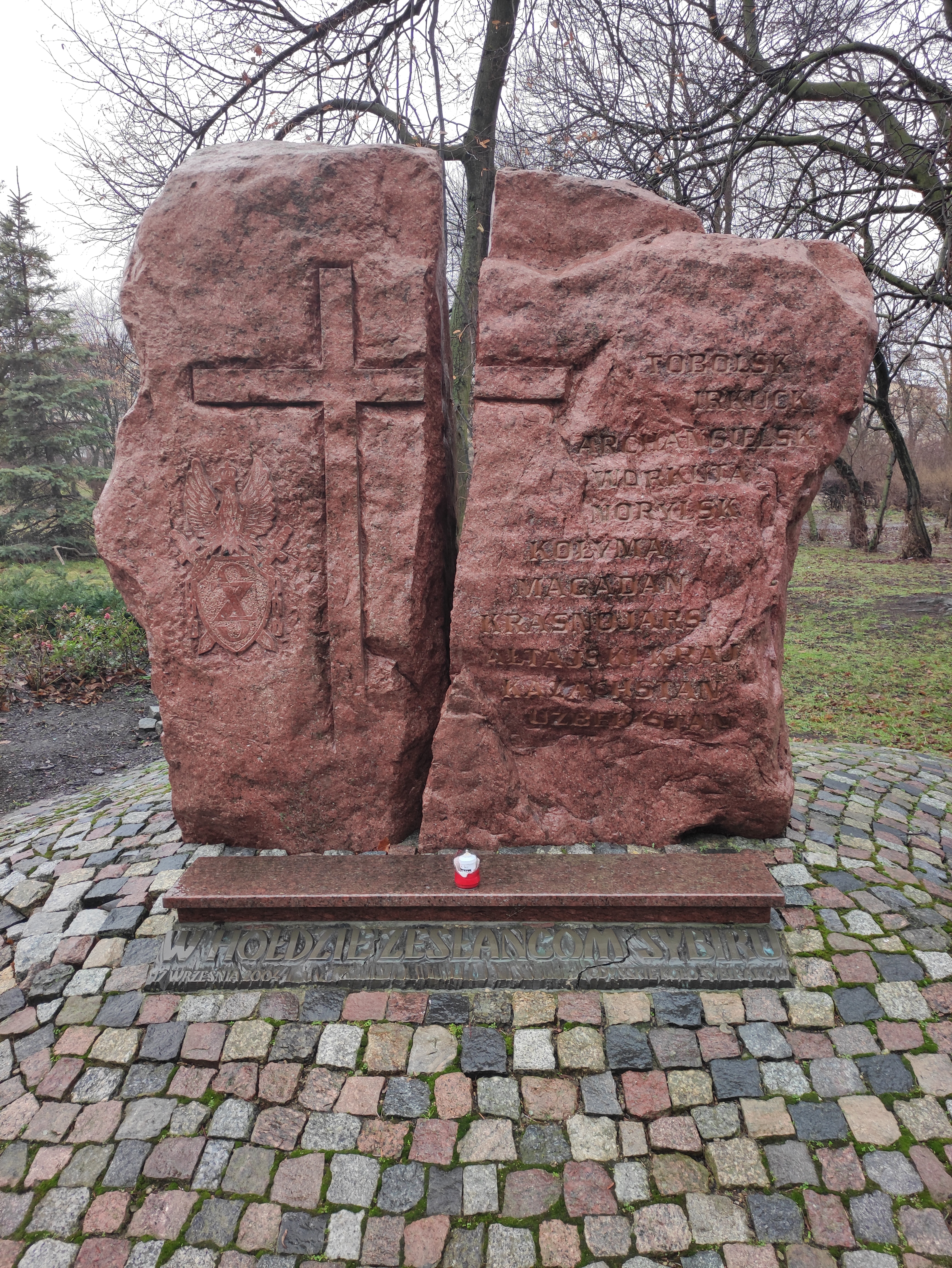
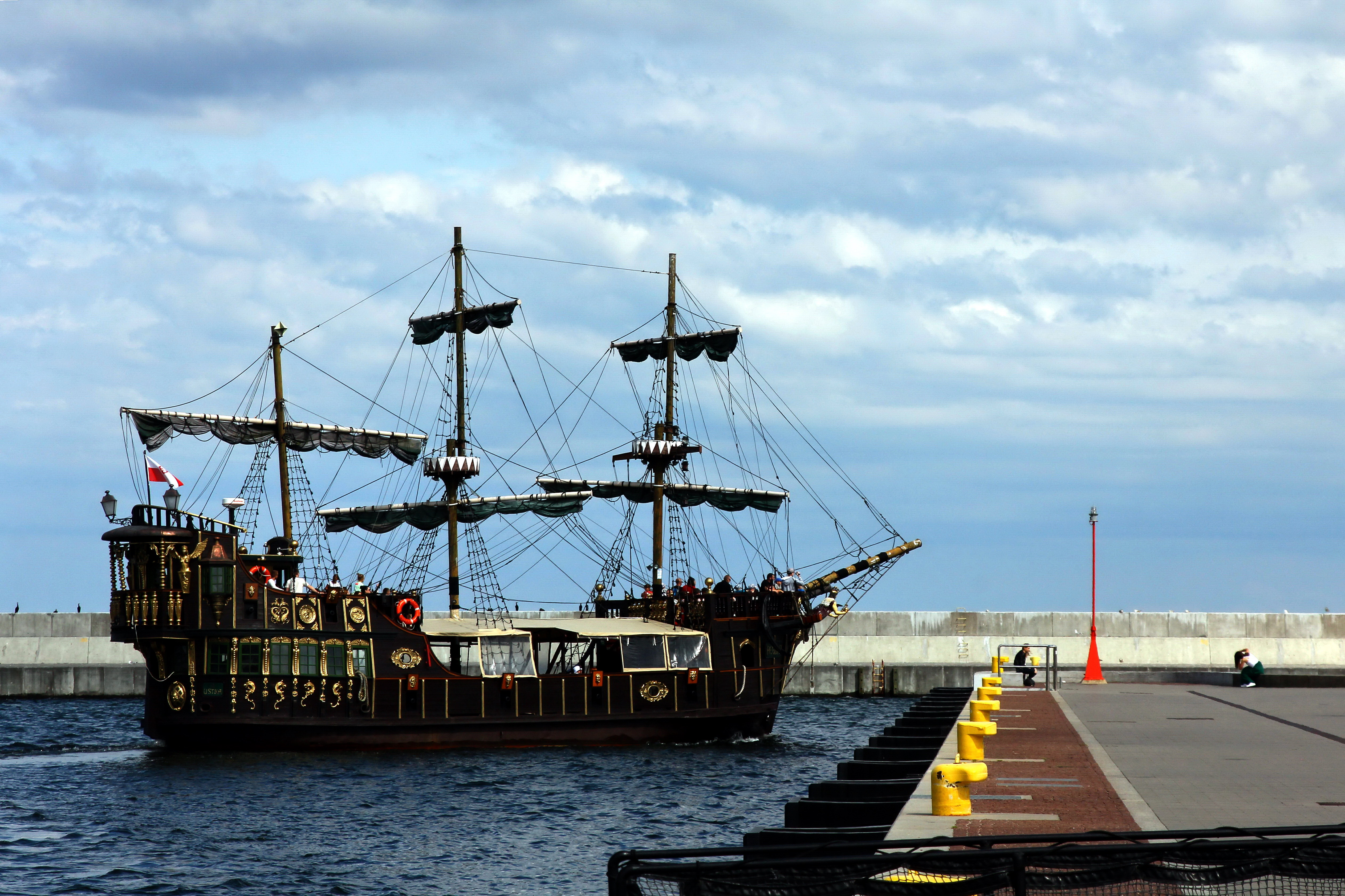
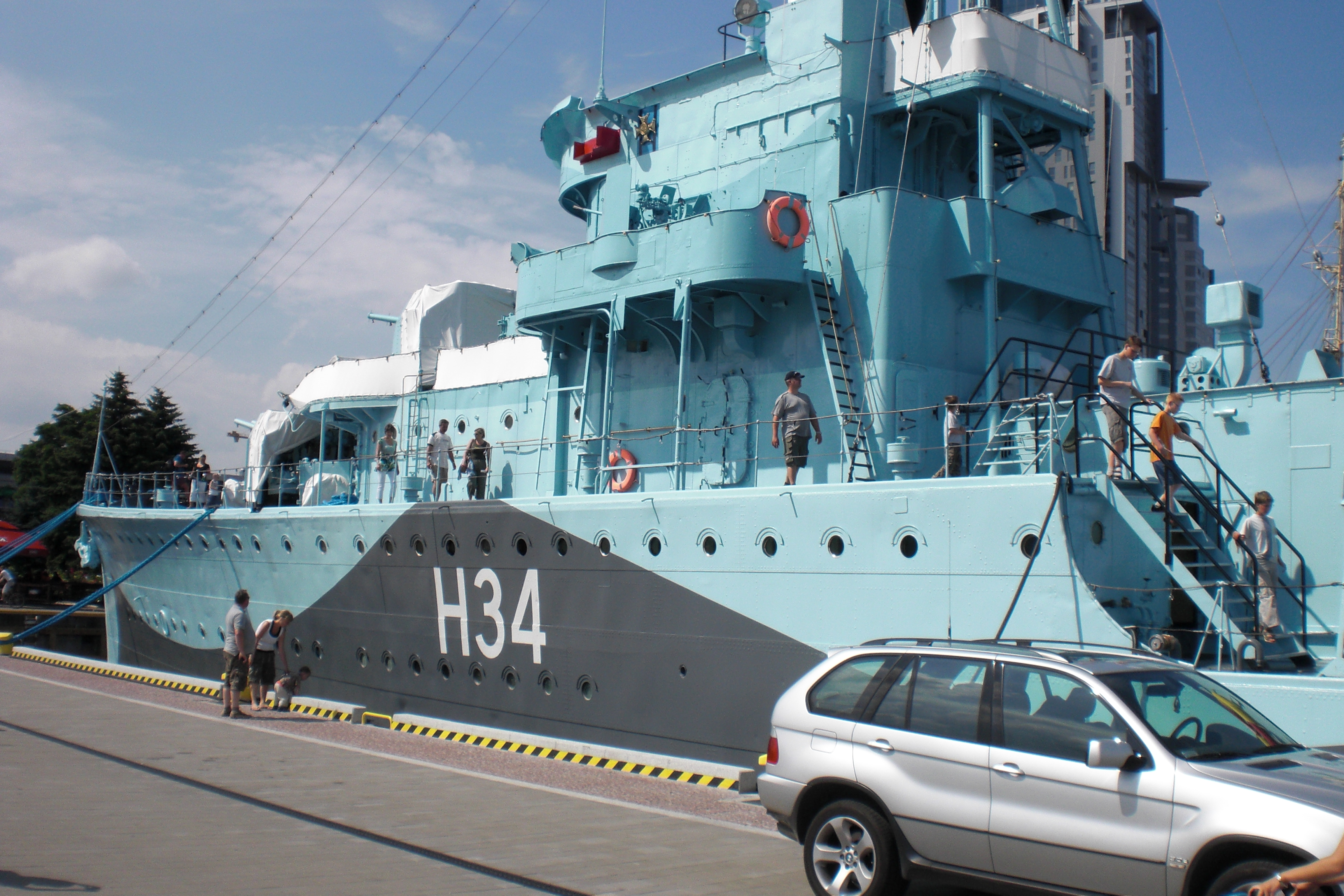
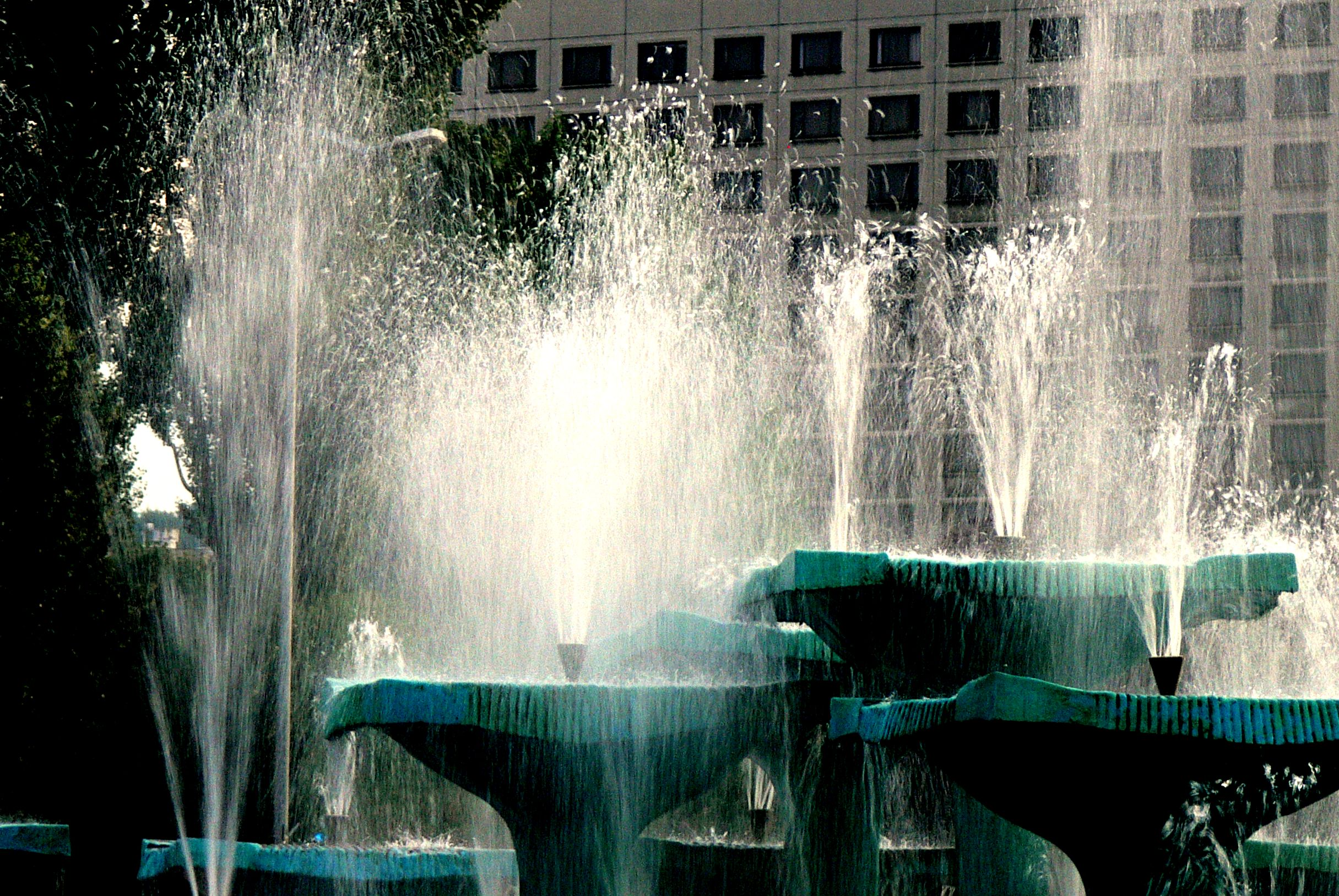
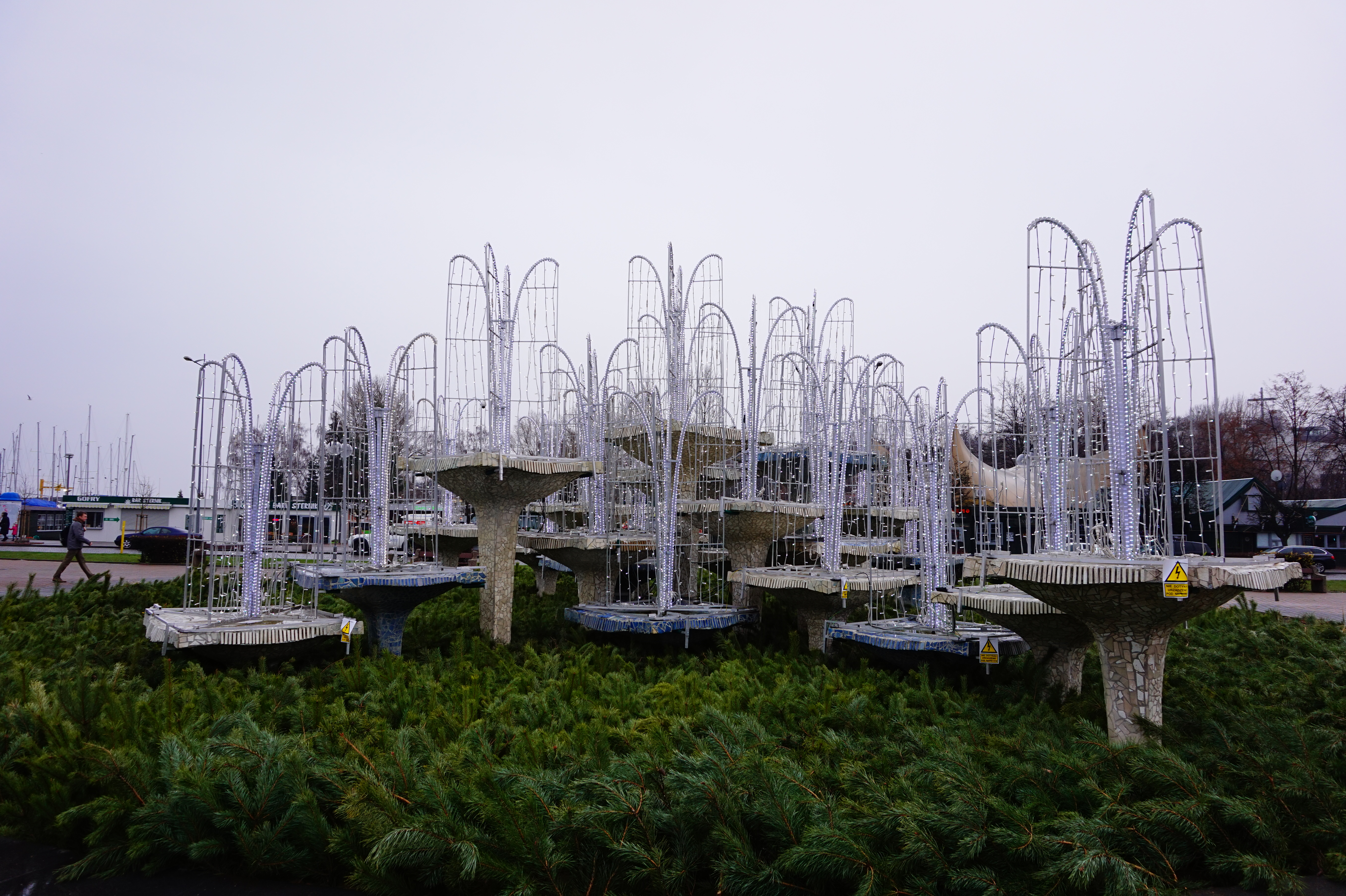